# Arichanna hamiltonia
Arichanna hamiltonia är en fjärilsart som beskrevs av Swinhoe 1895. Arichanna hamiltonia ingår i släktet Arichanna och familjen mätare. Inga underarter finns listade i Catalogue of Life.